# وانادزور (رود)
رود  وانادزور (به ارمنی: Վանաձոր) رودی است در کشور ارمنستان که در استان لوری  جریان دارد. طول آن ۱۶ کیلومتر (۹٫۹ مایل) و مساحت حوضه آبخیز (دبی) آن کیلومتر مربع می‌باشد.